# ホセ・ドノソ
ホセ・ドノソ（José Donoso、1924年10月5日 - 1996年12月7日）は、チリ・サンティアゴ出身の作家、小説家、教師、ジャーナリスト。

## 経歴
ザ・グランジェ・スクール卒業。チリ大学在学中、奨学金を得てプリンストン大学に留学し、初めての短篇は英語で執筆し、大学の雑誌に掲載された。1955年に短篇集『避暑地その他の短篇』'で作家デビューした。彼の最初の長篇小説『戴冠式』はラテンアメリカとスペインで大ヒットし、2000年に映画化された。
1961年、画家のマリア・エステル・セラーノと結婚。その後メキシコ、アメリカと渡り歩いたのち1967年よりスペインに居を構えた。『境界なき土地』、『夜のみだらな鳥』、『別荘』(スペインの"Crítica de España"受賞作)や『絶望』などの小説によって、彼は「ラテンアメリカ文学ブーム」の立役者のひとりであると考えられるようになった。
1981年にチリに帰国し、文学教室を主催した。この教室には、のちにチリ文学の中核を担う人物が多数参加した。1996年に同地で没した。
2007年に生前未発表の小説Largatija sin colaが刊行された。本来のタイトルはLa cola de la lagartijaである。

## 主な作品
- Verano y otros cuentos (1955年)
- Coronación (1957年)
- El charleston (1960年)
- Este domingo (1966年)
  - 「この日曜日」内田吉彦訳、筑摩書房「筑摩世界文学大系83」、他はローザ、鼓直、中川敏訳、1973年
- El lugar sin límites (1966年)
  - 『境界なき土地』寺尾隆吉訳、水声社〈フィクションのエル・ドラード〉、2013年7月
- El obsceno pájaro de la noche (1970年)
  - 『夜のみだらな鳥』鼓直訳、集英社〈ラテンアメリカの文学11〉、1984年7月／水声社、2018年2月
- Historia personal del boom (1972年)
  - 『ラテンアメリカ文学のブーム 一作家の履歴書』内田吉彦訳、東海大学出版会<東海選書>、1983年9月
- Tres novelitas burguesas (1977年)
  - 『三つのブルジョワ物語』木村栄一訳、集英社文庫、1994年9月
- Casa de campo (1978年)
  - 『別荘』寺尾隆吉訳、現代企画室、ロス・クラシコス、2014年8月
- La misteriosa desaparición de la marquesita de Loria (1980年)
  - 『ロリア侯爵夫人の失踪』寺尾隆吉訳、水声社、2015年7月
- El jardín de al lado (1981年)
  - 『隣りの庭』野谷文昭、野谷良子訳、現代企画室〈ラテンアメリカ文学選集15〉、1996年10月
- Poemas de un novelista (1981年)
- Cuatro para Delfina (1982年)
- La desesperanza (1986年)
- Taratura y naturaleza muerta con cachimba (1989年)
- Donde van a morir los elefantes (1995年)
- Conjeturas sobre la memoria de mi tribu (1996年)
- Nueve novelas breves (1997年)
- El mocho (1997年)
- Largatija sin cola (2007年)
- 『閉ざされた扉　ホセ・ドノソ全短編』寺尾隆吉訳、水声社、2023年9月